# Тімбукту (область)
Тімбукту (фр. Tombouctou) — область (провінція) в Малі.
- Адміністративний центр - місто Тімбукту.
- Інші великі міста - Гундам, Гурме-Рарус, Ніафунке.
- Площа - 496611 км², населення - 681691 чоловік (2009).

## Географія
На сході межує з областями Кідаль і Гао, на півдні з Мопті, на заході і північному заході з Мавританією, на північному сході з Алжиром, на південному сході з Буркіна-Фасо.
Провінція Тімбукту є найбільшою з малійських (і азавадських) провінцій.

## Адміністративний поділ

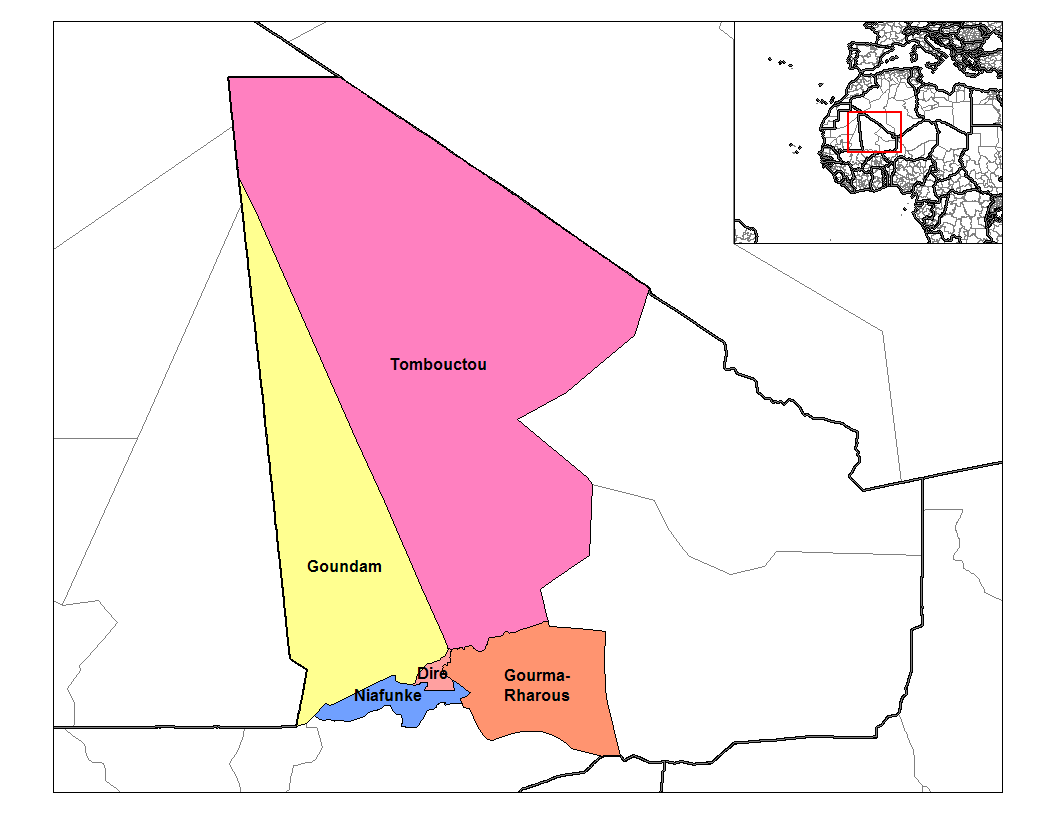
Адміністративна карта Тімбукту.

Адміністративно поділяється на 5 округів:
| Округ       | Площа, км² | Населення, чол. (2009) |
| ----------- | ---------- | ---------------------- |
| Ніафунке    | 11000      | 184285                 |
| Діра        | 1750       | 111324                 |
| Гунда       | 92688      | 150150                 |
| Тімбукту    | 347488     | 124546                 |
| Гурме-Рарус | 45000      | 111386                 |